# Ka-137
Ka-137 – rosyjski, bezzałogowy śmigłowiec rozpoznawczy (UAV, ang. Unmanned Aerial Vehicle) wyprodukowany przez rosyjską firmę Kamow.

## Historia
Śmigłowiec został opracowany na potrzeby rosyjskiego Ministerstwa ds. Sytuacji Nadzwyczajnych i Ministerstwa Obrony. Konstruktorzy przewidzieli zastosowanie w cywilnych sektorach gospodarki narodowej Rosji, zwłaszcza w miejscach niebezpiecznych dla ludzi. Mógł wykonywać zadania prowadzenia rozpoznania technicznego, chemicznego, biologicznego i radiacyjnego oraz dostarczać ładunki specjalne, a także prowadzić monitoring m.in. gazociągów, ropociągów, lasów oraz granic państwa.
Prace nad Ka-137 rozpoczęto w 1994 roku, rok później powstał wstępny projekt, a w 1996 roku stworzono jego pełnowymiarowy model. Opracowane założenia przewidywały, że dron stanie się częścią systemu MBWK-137, który opracowywano w wersji lądowej, okrętowej i powietrznej. Wersja lądowa zakładała zbudowanie systemu opartego na podwoziu KamAZ-4310, na którym miały się znajdować dwa kontenery startowe oraz stanowisko kontroli lotu PPU-37. Dodatkowo pojazd miał dysponować dźwigiem do załadunku i rozładunku aparatów. W wersji powietrznej UAV miał być przenoszony przez Ka-32, po zrzucie jego sterowaniem miał zajmować się operator znajdujący na pokładzie śmigłowca. 
Pomimo kilkuletniej promocji maszyny, z powodu braku zainteresowania potencjalnych nabywców, cały program budowy długo pozostawał na etapie makiety. Oblot prototypu odbył się w 1999 roku. Ka-137 był eksploatowany przez rosyjskie Ministerstwo ds. Sytuacji Nadzwyczajnych i najczęściej używany do obserwacji meteorologicznych.
Śmigłowiec miał przenosić do 80 kg wyposażenia, w skład którego mógł wchodzić stabilizowany moduł wideo, kamera termowizyjna, radar, sprzęt nadawczy oraz sprzęt pomiarowy. Elementem wyposażenia był inercyjny system nawigacji satelitarnej, który umożliwiał automatyczne wykonanie lotu po zadanej trasie. Pozwalał również urządzeniu latać w trudnych warunkach atmosferycznych.

## Konstrukcja
Bezzałogowy statek powietrzny w układzie śmigłowca z współosiowym wirnikiem głównym.
Kadłub kulisty o konstrukcji ramowej i metalowym pokryciu. W jego wnętrzu znajduje się przedział silnikowy, oddzielony od pozostałych przegrodą ogniową, dwa zbiorniki paliwa oraz przedział wyposażenia specjalnego. Dolna część kadłuba została wykonana z materiałów przenikliwych dla promieniowania radiowego pochodzącego z wyposażenia umieszczonego w tej części.
Podwozie stałe, składające się z czterech amortyzowanych podpór. Jako napęd zastosowano dwusuwowy silnik tłokowy Hirht 2707 R05 firmy Gobler Hirthmotoren, konstruktorzy przewidywali również zastosowanie silników produkcji rosyjskiej. Silnik napędzał podwójny współosiowy wirnik główny z łopatami o konstrukcji kompozytowej.